# Ján Kozák (ur. 1954)
Ján Kozák (ur. 17 kwietnia 1954 w Matejovcach nad Hornádom) – słowacki piłkarz grający na pozycji pomocnika. Jest ojcem Jána Kozáka juniora, reprezentanta Słowacji i zawodnika klubu Slovan Bratysława.

## Kariera klubowa
Pierwszym klubem Kozáka w karierze był FK Spišská Nová Ves. Jej piłkarzem był do 1974 roku i wtedy też przeszedł do Lokomotívy Koszyce. W barwach tego zespołu zadebiutował w pierwszej lidze czechosłowackiej. W 1977 roku osiągnął swój pierwszy sukces w karierze, gdy zdobył z Lokomotívą Puchar Czechosłowacji (2:1 w finale ze Sklo Union Teplice). Z kolei w 1979 roku wystąpił w wygranym 2:1 finale tego pucharu z Baníkiem Ostrawa.
Latem 1980 roku Kozák odszedł z Lokomotívy do Dukli Praga. W 1981 roku zdobył z nią swój trzeci w karierze czechosłowacki puchar (0:0 k. 4:2 w finale z Duklą Bańska Bystrzyca). Z kolei w sezonie 1981/1982 wywalczył z Duklą swój jedyny w karierze tytuł mistrza Czechosłowacji. Po 2 latach gry w Dukli wrócił do Lokomotívy Koszyce, gdzie grał do końca 1985 roku.
Na początku 1986 roku Kozák został piłkarzem belgijskiego RFC Seraing. Tam występował przez pół roku. Następnie odszedł do FC Bourges, drugoligowca z Francji. W 1987 roku jako piłkarz tego klubu zakończył karierę.
| Sezon   | Klub               | Kraj           | Rozgrywki    | Mecze | Bramki |
| ------- | ------------------ | -------------- | ------------ | ----- | ------ |
| 1974/75 | Lokomotíva Koszyce | Czechosłowacja | I. liga      | ?     | ?      |
| 1975/76 | Lokomotíva Koszyce | Czechosłowacja | I. liga      | ?     | ?      |
| 1976/77 | Lokomotíva Koszyce | Czechosłowacja | I. liga      | ?     | ?      |
| 1977/78 | Lokomotíva Koszyce | Czechosłowacja | I. liga      | ?     | ?      |
| 1978/79 | Lokomotíva Koszyce | Czechosłowacja | I. liga      | ?     | ?      |
| 1979/80 | Lokomotíva Koszyce | Czechosłowacja | I. liga      | ?     | ?      |
| 1980/81 | Dukla Praga        | Czechosłowacja | I. liga      | 29    | 9      |
| 1981/82 | Dukla Praga        | Czechosłowacja | I. liga      | 19    | 4      |
| 1982/83 | Lokomotíva Koszyce | Czechosłowacja | I. liga      | 19    | 4      |
| 1983/84 | Lokomotíva Koszyce | Czechosłowacja | I. liga      | 26    | 5      |
| 1984/85 | Lokomotíva Koszyce | Czechosłowacja | I. liga      | 8     | 1      |
| 1985/86 | Lokomotíva Koszyce | Czechosłowacja | I. liga      | 4     | 0      |
| 1985/86 | RFC Seraing        | Belgia         | Division I   | 10    | 1      |
| 1986/87 | FC Bourges         | Francja        | Division 2 B | 33    | 8      |

## Kariera reprezentacyjna
W reprezentacji Czechosłowacji Kozák zadebiutował 6 października 1976 roku w wygranym 3:2 towarzyskim meczu z Rumunią. W 1980 roku został powołany przez selekcjonera Jozefa Vengloša do kadry na Euro 80. Na tym turnieju był podstawowym zawodnikiem Czechosłowacji i wystąpił we wszystkich czterech meczach: z RFN (0:1), z Grecją (3:1), z Holandią (1:1) i o 3. miejsce z Włochami (1:1, karne 9:8). W 1982 roku był w kadrze Czechosłowacji na Mistrzostwa Świata w Hiszpanii, jednak był na nich rezerwowym i nie rozegrał żadnego spotkania. Od 1976 do 1984 roku rozegrał w kadrze narodowej 55 meczów i strzelił 9 goli.

## Kariera trenerska
Po zakończeniu kariery piłkarskiej Kozák został trenerem. Prowadził Lokomotívę Koszyce, 1. FC Koszyce, Zemplín Michalovce i Steel Trans Ličartovce. Od 2005 do 2013 był trenerem zespołu MFK Koszyce.
W lipcu 2013 został trenerem Słowacji po niepowodzeniach Słowacji w kwalifikacjach do Mistrzostw Świata 2014.